# Araski Arabako Emakumeen Saskibaloia
L'Araski Arabako Emakumeen Saskibaloia è una società femminile di pallacanestro di Vitoria, nei Paesi Baschi. Milita nella Liga Femenina de Baloncesto, massima divisione del campionato di pallacanestro femminile spagnolo.